# Кимчхи
Кимчхи́ (кор. 김치?, 沈菜?; в диалектах: чимчхи́, чимчха́, чим-ча́, в русскоязычных текстах встречается написание кимчи́, ким-чи́) — блюдо корейской кухни, представляющее собой остро приправленные квашеные (ферментированные) овощи, в первую очередь, пекинскую капусту.
В общем случае это квашеные кочаны или листья крестоцветных, приправленные красным перцем, зелёным луком и луковым соком, чесноком и имбирём. Чаще всего это пекинская капуста, иногда с ломтиками редьки, однако иногда вместо них используются листья кольраби, редиса, лобы, а также огурцы, баклажаны и прочие овощи.
В Корее кимчхи считается основным блюдом. Корейцы полагают, что ежедневное потребление кимчхи способствует рассасыванию жировых отложений, то есть считают это блюдо диетическим. Считается также, что острое кимчхи — хорошее противопростудное средство.
Кимчхи (как и другие квашения и получаемые при этом рассолы) считается эффективным средством против похмелья.

## История

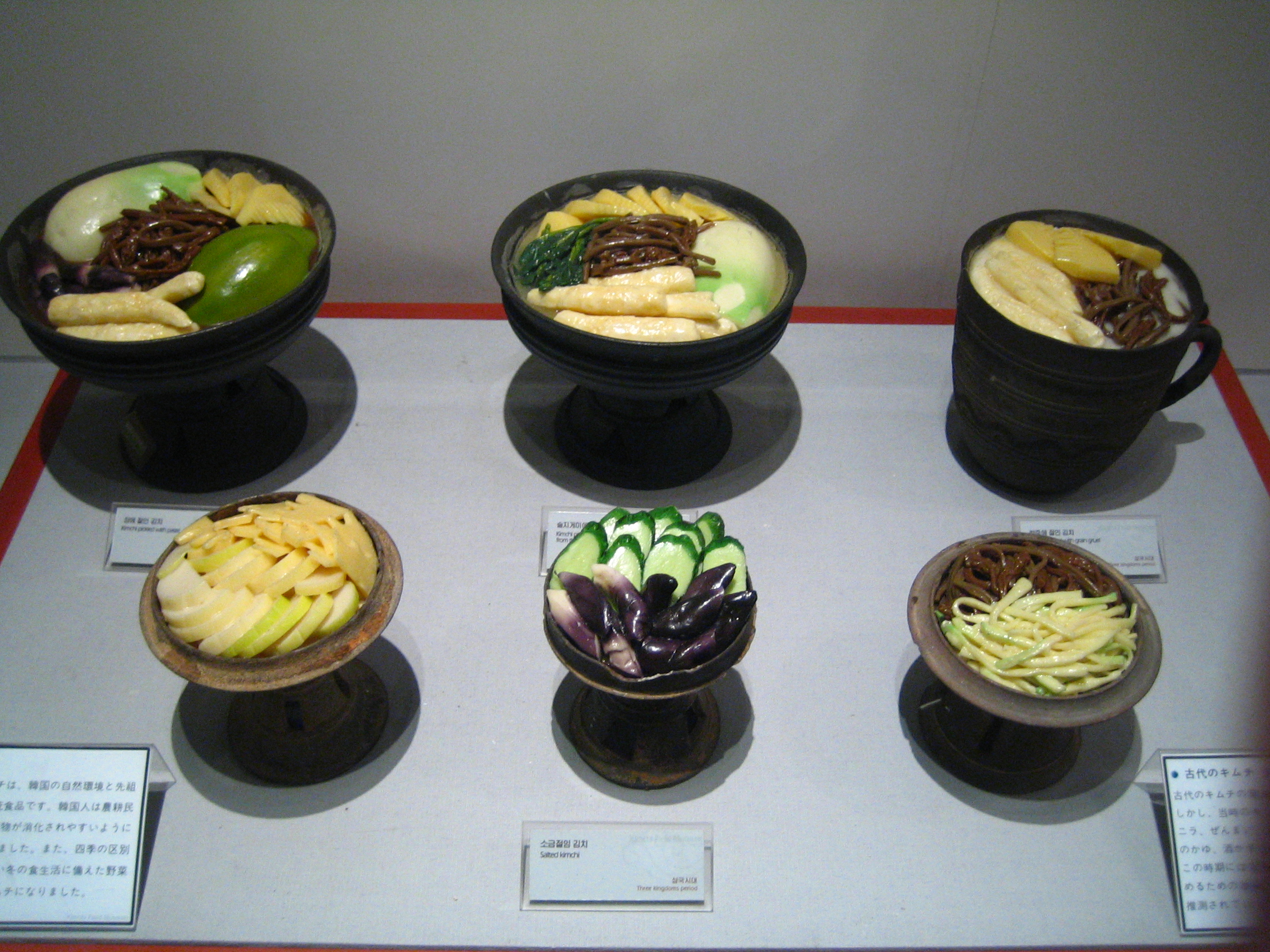
Кимчхи древности

Точное время появления блюда, напоминающего современное кимчхи, неизвестно. Согласно современным корейским источникам, старейшие упоминания о кимчхи относятся к I тысячелетию до н. э. Первое упоминание в письменном источнике было найдено южнокорейскими исследователями в раннекитайском поэтическом сборнике «Ши цзин». В этой книге под кимчхи подразумевают блюдо «цзо» (菹). Более близкими к современному кимчхи являются соленья, пришедшие в Корею из соседнего Китая. Первые упоминания о них относятся к XIII веку, в частности у Ли Гюбо упоминается заготовление на зиму солёной репы. Эпохой трёх корейских государств датируется появление названий «чхимчхэ» (ханча: 沈菜, буквально «размокшие овощи»), «тимчхэ» и «тхимчхэ». Затем название трансформировалось в «чимчхи» и, наконец, в современное «кимчхи».
Красный перец, завезённый в Корею португальцами, стали добавлять в блюдо уже после XVI века. Сейчас красный жгучий перец является одним из важнейших ингредиентов большинства разновидностей кимчхи. Первое упоминание о заготовке кимчхи с помощью красного перца относится к поваренной книге, опубликованной в 1765 году. Рецепты кимчхи, почти не отличающиеся от современных, могут быть найдены в книгах раннего XIX века. В XX веке в кимчхи стали добавлять ингредиенты, меняющие вкус и цвет блюда, что привело к созданию множества новых сортов кимчхи.

## Ингредиенты

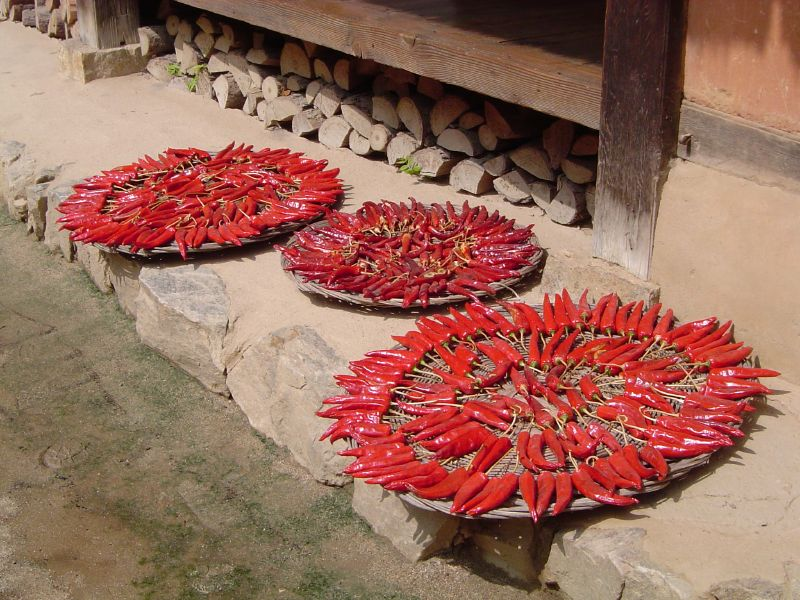
Сушка красного перца для кимчхи

Существует множество рецептов кимчхи, отличающихся не только способом приготовления, но и используемыми ингредиентами, такими как овощи и приправы. Наиболее распространено кимчхи, приготавливаемое из пекинской капусты, однако есть большое количество региональных и сезонных разновидностей. Наиболее популярные рецепты включают ккактуги (кор. 깍두기), которое делают из нарезанной кубиками редьки, пха-кимчхи (кор. 파김치), сделанную из зелёного лука, чхонгак-кимчхи (кор. 총각김치) и оисобаги (кор. 오이소박이), сделанные из огурцов с острыми приправами. Популярны также кат-кимчхи (кор. 갓김치), пучху-кимчхи (кор. 부추김치), ккэннип-кимчхи (кор. 깻잎김치) и другие сорта.
Сеульский Музей кимчхи имеет коллекцию из 187 различных рецептов этого продукта. Приправляют кимчхи в зависимости от рецепта солью, перцем, кунжутным маслом, чесноком и другими приправами. Более редкие приправы — чоткаль (рассол, приготовленный на основе морепродуктов), имбирь, цитроны. В прибрежных районах в блюдо нередко добавляют креветки, нарезанных соломкой осьминогов и другие морепродукты.
В кухне корейцев, живших в СССР (корё-сарам), технология производства кимчхи в значительной мере отошла от традиционной. Это было связано в том числе с отсутствием или дороговизной в местах проживания корё-сарам привычных ингредиентов. Поэтому кимчхи корё-сарам делается в основном из более привычных европейцам продуктов: кабачков, белокочанной капусты, моркови. Видоизменённое под влиянием европейского вкуса кимчхи корё-сарам вошло в рацион жителей Средней Азии и других стран СНГ под названием «корейских салатов».

## Разновидности кимчхи

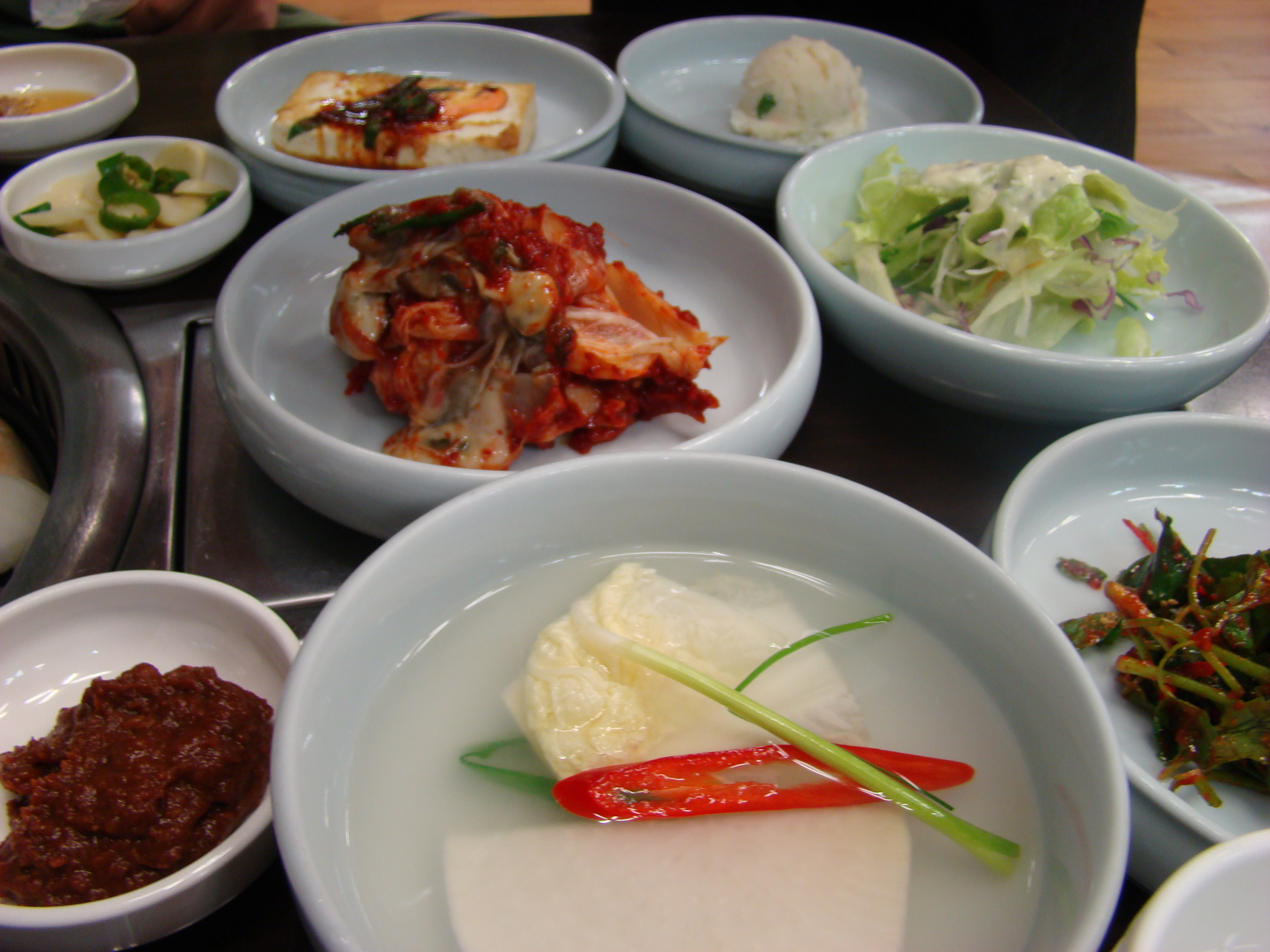
Тончхими, кулькимчхи (кимчхи с устрицами) и другие панчханы

Сорта кимчхи сильно различаются в зависимости от используемых составных частей, географического района и времени года. Южная и северная части Кореи серьёзно отличаются по температурам.
В северных районах в кимчхи добавляют обычно меньше соли и красного перца, реже используют морепродукты. На севере более распространено кимчхи в рассоле. В южных провинциях, например, в Чолладо или Кёнсандо, более обильно используют соль, жгучий красный перец и такие приправы, как мёльчхи чот (кор. 멸치젓, маринованные анчоусы), сэу чот (кор. 새우젓, маринованные креветки), мёльчхи экчот (кор. 멸치액젓, жидкий соус из анчоусов). В районе Сеула более распространён сэу чот.
Перед добавлением сэу чот или мёльчхи чот в блюдо эти приправы долго вывариваются для избавления от неприятного запаха  в продукте. Затем они смешиваются с основой из рисового или пшеничного крахмала (кор. 풀, пхуль); впрочем, этот способ приготовления во второй половине XX века начал выходить из употребления.
Не все сорта кимчхи обладают острым вкусом. В частности, белое кимчхи (пэк кимчхи) делают из пекинской капусты без добавления красного перца. Другой популярный сорт без острого вкуса — белое кимчхи из редьки (тончхими). Часто подобные сорта подают к столу в рассоле.
Сезонные различия в приготовлении кимчхи связаны прежде всего с тем, что климат на Корейском полуострове муссонный, с ярко выраженными временами года, холодной зимой и жарким влажным летом. Поэтому летом более популярны сорта, не требующие длительного ферментирования, в частности, белое кимчхи. Зимой выбор сортов более широкий, поскольку низкие температуры позволяют долго сохраняться заготовленным осенью кимчхи. Существуют также сорта, более распространённые весной и осенью. Во второй половине XX века корейская промышленность начала выпускать специальные холодильники для кимчхи, позволяющие круглый год сохранять необходимый температурный режим, что позволило сгладить сезонные различия.

## Пищевая ценность и влияние на здоровье
Кимчхи — низкокалорийная пища, делается из овощей и содержит большое количество клетчатки. В состав кимчхи входит лук, чеснок и красный перец, оказывающие благотворное влияние на здоровье. Кимчхи богато витамином A, тиамином (B1), рибофлавином (B2), кальцием и железом,, содержит ряд молочнокислых бактерий, среди которых типичный для данного продукта вид Lactobacillus kimchii. Журнал Health включил кимчхи, наряду с другими четырьмя видами пищи, в список «Самая здоровая еда в мире» (англ. «World’s Healthiest Foods»).
Согласно исследованиям, проведённым в Сеульском национальном университете, куры, заражённые вирусом H5N1 (также известным как вирус птичьего гриппа), выздоравливали после употребления пищи с добавлением тех же бактерий, что были найдены в кимчхи. Во время распространения атипичной пневмонии в Азии в 2003 году многие корейцы верили в то, что кимчхи может помочь против инфекции, хотя научных доказательств этому не было. В мае 2009 года корейский институт пищевых исследований объявил результаты экспериментов над 200 курами, заражёнными вирусом атипичной пневмонии. Эти результаты подтвердили увеличения иммунитета к вирусу у кур в результате употребления ими молочнокислых ферментов кимчхи. Употребление кимчхи ассоциировано со снижением смертности от ковида.
В 2006 году специалисты Всемирной организации здравоохранения заявили, что жители Южной Кореи потребляют соли в 2,7 раза больше рекомендованных объёмов, в основном из-за чрезмерного употребления в пищу кимчхи, что негативно сказывается на их здоровье. В Южной Корее аномально высок уровень заболеваемости раком желудка, что часто объясняется большим количеством острой и солёной пищи, в частности кимчхи. Также повышение вероятности возникновения рака ввиду чрезмерного употребления кимчхи объясняется большим содержанием в ферментированных овощах химических радикалов, таких как нитрозогруппы.

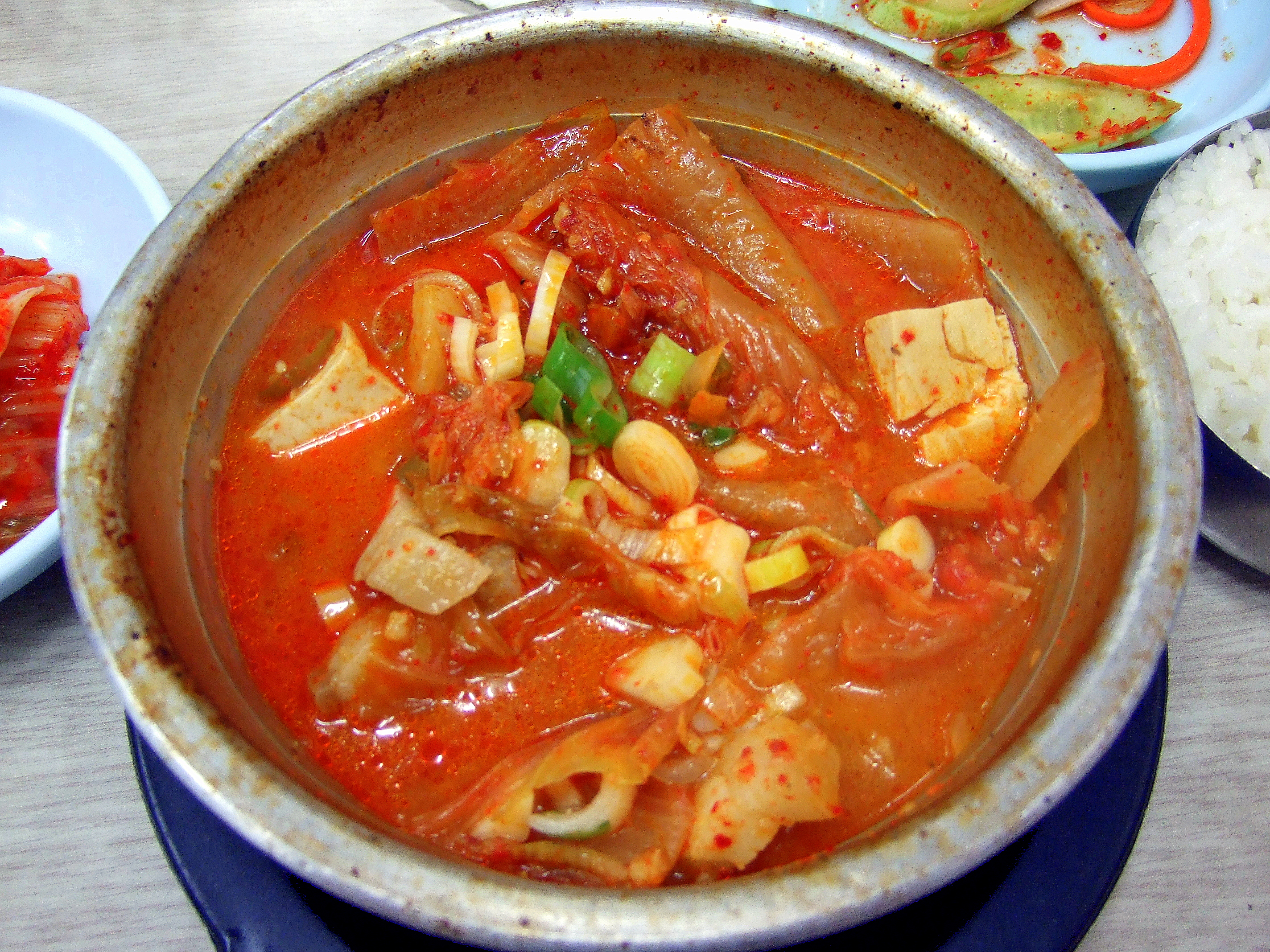
Кимчхи ччигэ, похлёбка из кимчхи с рыбой

| Питательное вещество    | на 100 г | Питательное вещество | на 100 г |
| ----------------------- | -------- | -------------------- | -------- |
| Энергетическая ценность | 32 ккал  | Вода                 | 88,4 г   |
| Белки                   | 2,0 г    | Жиры                 | 0,6 г    |
| Углеводы                | 1,3 г    | Клетчатка            | 1,2 г    |
| Фосфор                  | 28 мг    | Витамин A            | 492 МЕ   |
| Витамин B1              | 0,03 мг  | Витамин B2           | 0,06 мг  |
| Никотиновая кислота     | 2,1 мг   | Витамин C            | 21 мг    |
| Кальций                 | 45 мг    |                      |          |

## Кимчхи как символ

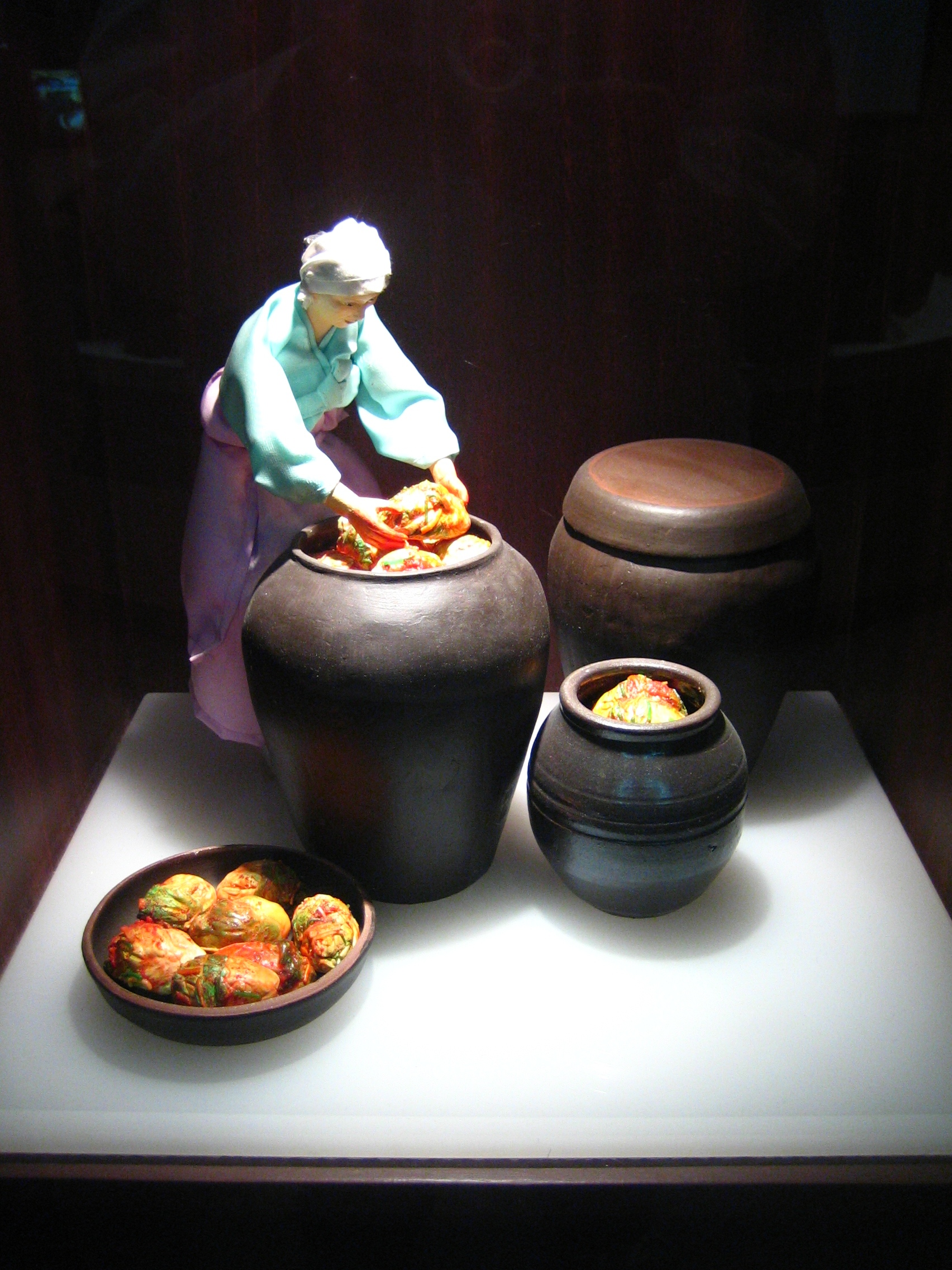
Музей Кимчхи, Сеул

Коллективная культура Кореи по приготовлению кимчхи входит в список нематериального культурного наследия человечества ЮНЕСКО.
Корейцы относят кимчхи к одному из главных символов страны. Так, в результате опроса, проведённого институтом «Гэллап Корея», 22,1 % респондентов в Южной Корее выбрали кимчхи в качестве символа, лучше всего олицетворяющего собой корейскую культуру. Кимчхи в этом опросе заняло 2-е место, сразу после национального флага, и опередило другие известные символы Кореи, такие как тхэквондо и хангыль.
Правительство Южной Кореи прилагает усилия к продвижению бренда кимчхи и отождествлению его исключительно с корейской кулинарной традицией. В частности, в 1996 году Южная Корея заявила, что японское кимчхи не соответствует традиционной кухне и, таким образом, не может называться «кимчхи». Южной Кореей были предприняты попытки внести поправки в Кодекс Алиментариус, запрещающие называть кимчхи продукты, приготовленные не в соответствии с корейской кулинарной традицией. В 2001 году был принят стандарт приготовления кимчхи способом, распространённым именно в Корее.
В начале XXI века кимчхи продвигается как туристическая достопримечательность. В 1986 году в Сеуле был открыт музей кимчхи, а в 2010 году — выставочный центр «Мир кимчхи». В Кванджу проводится ежегодный фестиваль кимчхи. В апреле 2008 года первая корейская женщина-космонавт Ли Со Ён взяла кимчхи с собой на Международную космическую станцию. В Южной Корее кимчхи посвящаются стихотворения (Пак Хаён) и песни (MC Sniper).